# Jean Ruberwa
Jean Ruberwa, né le 7 août 1997 à Kigali, est un coureur cycliste rwandais.

## Biographie
En juin 2017, Jean Ruberwa termine quatrième du championnat du Rwanda sur route. Il remporte à cette occasion le titre chez les moins de 23 ans.

## Palmarès et résultats

### Palmarès par année
- 2017
  -  Champion du Rwanda sur route espoirs
  - 3e du championnat du Rwanda du contre-la-montre espoirs
- 2019
  - Tour de Huye
  - 1re étape du Tour de la République démocratique du Congo
  - 2e du championnat du Rwanda sur route
  - 2e du Tour de la République démocratique du Congo

### Classements mondiaux
| Année           | 2017 | 2018 | 2019 |
| --------------- | ---- | ---- | ---- |
| UCI Africa Tour | 81e  |      | 46e  |